# Sénarens
Sénarens é uma comuna francesa na região administrativa de Occitânia, no departamento de Alta Garona. Estende-se por uma área de 6,93 km². Em 2010 a comuna tinha 111 habitantes (densidade: 16 hab./km²).